# Josselyn's Wife (film 1919)
Josselyn's Wife è un film muto del 1919 diretto da Howard C. Hickman (come Howard Hickman).

## Trama
La giovane Ellen Latimer incontra a un party Gibbs Josselyn, un artista. I due si innamorano e, dopo essersi sposati, partono per l'Europa, dove Gibbs vuole continuare i suoi studi. Dopo essersi fatto un nome, Gibbs ritorna cinque anni più tardi in patria con la moglie e il figlioletto Tommy, anche per far conoscere il bambino al nonno Thomas. La coppia va a vivere nella residenza di Long Island di Thomas e di sua moglie Lillian, una donna molto più giovane del marito che aveva già cercato di avere una relazione con Gibbs prima della sua partenza per l'Europa. Con sgomento di Ellen, Lillian flirta senza pudore con quello che dovrebbe essere il suo figliastro. Quando poi Ellen e Thomas vedono una mattina Lillian con indosso solo la vestaglia nello studio di Gibbs, nuora e suocero pensano ambedue a un rapporto adulterino. Gibbs, che si sente innocente, litiga violentemente con il padre, tanto da minacciarlo di morte e lascia la casa. Il giorno seguente, il vecchio Josselyn viene trovato morto e il figlio viene accusato dell'omicidio. Si scoprirà, invece, che l'involontario omicida è stato il piccolo Tommy che, giocando ai soldati con il nonno, ha sparato senza volere il colpo che lo ha ucciso.

## Produzione
Il film fu prodotto dalla Bessie Barriscale Productions e venne girato negli studi losangelini di Robert Brunton.

## Distribuzione
Distribuito dalla Robertson-Cole Distributing Corporation, il film uscì nelle sale cinematografiche statunitensi il 5 maggio 1919.
Nel 1926, ne venne fatto un remake sempre dal titolo Josselyn's Wife diretto da Alfred Santell e interpretato da Pauline Frederick affiancata da Holmes Herbert.